# Шелест для Купідона
«Шелест для Купідона» (англ. Rustling for Cupid) — американський вестерн режисера Ірвінга Каммінгса 1926 року.

## У ролях
- Джордж О'Брайєн — Бредлі Блетчфорд
- Аніта Стюарт — Сібіл Гамільтон
- Расселл Сімпсон — Генк Блетчфорд
- Едіт Йорк — місіс Блетчфорд
- Герберт Прайор — Том Мартін
- Френк Макглінн молодший — Дейв Мартін
- Сід Джордан — Джек Мейсон